# Tetragnatha flavida
Tetragnatha flavida este o specie de păianjeni din genul Tetragnatha, familia Tetragnathidae, descrisă de Urquhart, 1891. Conform Catalogue of Life specia Tetragnatha flavida nu are subspecii cunoscute.